# De Ontginning (Groningen)
De Ontginning is een voormalig waterschap in de Nederlandse provincie Groningen.
Rond 1930 lag in het het zuidwestelijke deel van de Groote Harkstederpolder een moerasgebied, dat  dat afzonderlijk met behulp van een windrotor direct op de boezem werd bemalen. Het waterschap werd opgericht om het gebied te kunnen ontginnen, onafhankelijk van het bestuur van de Groote Harkstederpolder.
Waterstaatkundig gezien ligt het gebied sinds 2000 binnen dat van het waterschap Hunze en Aa's.